# Confort
Confort är en kommun i departementet Ain i regionen Auvergne-Rhône-Alpes i östra Frankrike. Kommunen ligger  i kantonen Collonges som ligger i arrondissementet Gex. Kommunens areal är 11,66 km². År 2022 hade Confort 676 invånare.

## Befolkningsutveckling
Antalet invånare i kommunen Confort
Referens: INSEE